# 愈大受
愈大受（？—？），是一名清朝政治人物。
愈大受曾于乾隆年间接替刘嗣孔任邵武府知府一职，乾隆二十三年（1758年）由杨漌接任。